# Picture in Picture
PiP (ang. Picture in Picture, po polsku: Obraz w obrazie) – funkcja spotykana w telewizorach i monitorach polegająca na tym, że podczas oglądania programu pochodzącego z jednego źródła (kanału) można jednocześnie oglądać w małym okienku to, co jest emitowane w innym kanale.

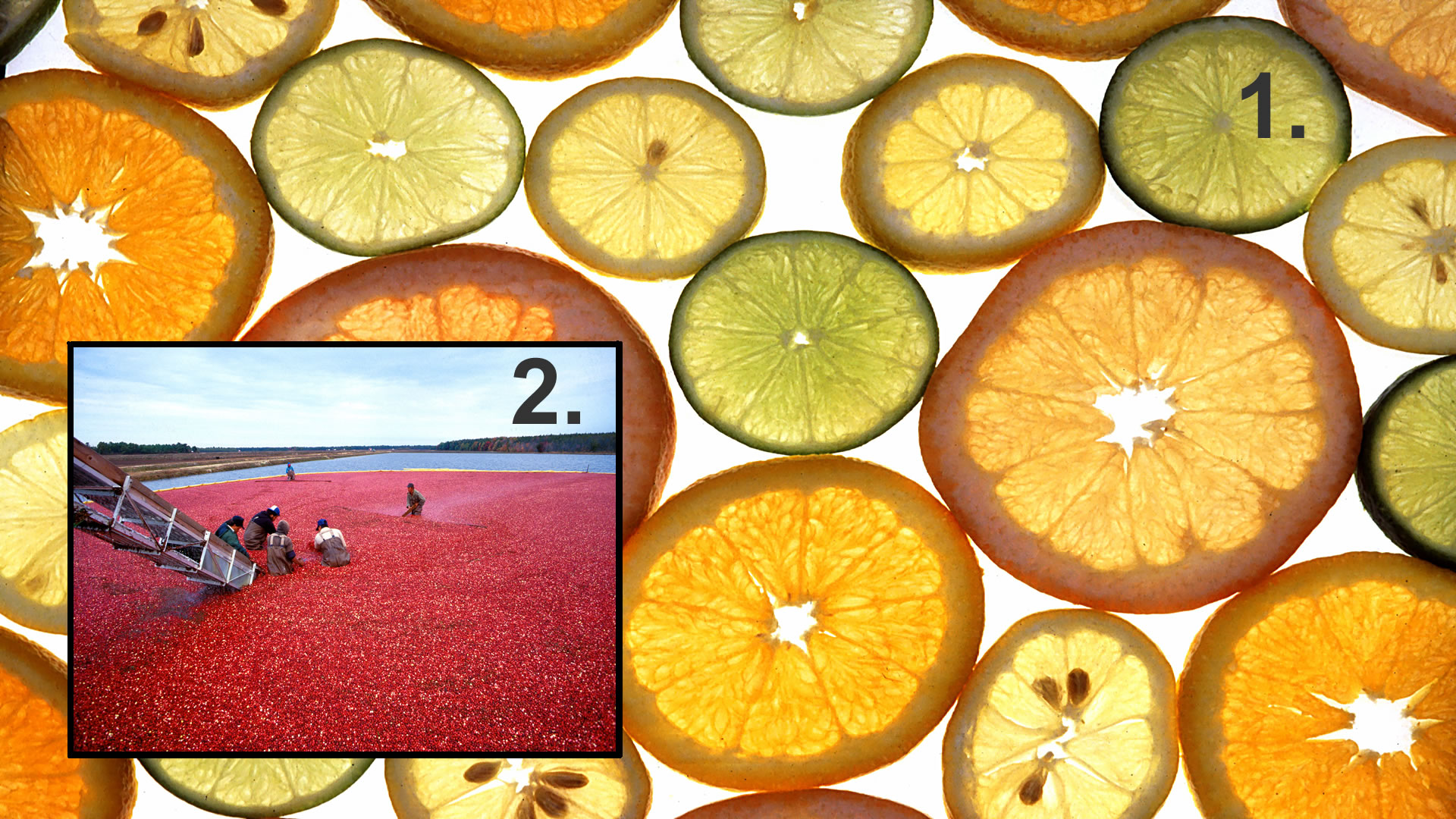
PIP (Fotomontaż)

Funkcja ta wymaga telewizora wyposażonego w dwa tunery, chyba że jednym z tych źródeł jest inne urządzenie, np. odtwarzacz DVD, magnetowid, tuner satelitarny lub inne (w tym komputer, np. laptop z wyjściem HDMI). Czasami w funkcję tę są wyposażone tunery satelitarne, umożliwiając podgląd dwóch różnych kanałów satelitarnych oraz magnetowidy np Philips vr6491, który jako drugie źródło sygnału wykorzystywał tuner z TV lub kasetę VHS.
Istnieje też wersja tej funkcji zwana Multi-PIP umożliwiająca jednoczesne oglądanie więcej niż dwóch źródeł - (maksymalnie do kilkunastu źródeł).
Funkcja PiP jest też implementowana w nowoczesnych wideoedytorach służących do tworzenia amatorskich filmów.